# Cyathea macrosora
Cyathea macrosora är en ormbunkeart som först beskrevs av Bak., och fick sitt nu gällande namn av Karel Domin. Cyathea macrosora ingår i släktet Cyathea och familjen Cyatheaceae. Inga underarter finns listade.